# Coffee Springs
Coffee Springs est une municipalité américaine située dans le comté de Geneva en Alabama.
Selon le recensement de 2010, sa population est de 228 habitants. La municipalité s'étend sur 0,80 milles carrés (2,07 km2).

## Démographie
| 1910 | 1920 | 1930 | 1940 | 1950 | 1960 | 1970 | 1980 |
| ---- | ---- | ---- | ---- | ---- | ---- | ---- | ---- |
| 503  | 312  | 258  | 196  | 173  | 205  | 329  | 339  |

| 1990 | 2000 | 2010 | - | - | - | - | - |
| ---- | ---- | ---- | - | - | - | - | - |
| 294  | 251  | 228  | - | - | - | - | - |